# Kailash (Népal)
Ne doit pas être confondu avec Mont Kailash.
Kailash est une municipalité rurale du Népal, située dans le district de Makwanpur, de la province de Bagmati. La population s'élève à 23 922 habitants selon les chiffres du recensement de 2011. Son chef-lieu est Kalikatar.
La municipalité est créée lors de la réorganisation administrative du 10 mars 2017 par la fusion des anciens comités de développement villageois de Bharta Pundyadevi, Dandakharka, Gogane, Kalikatar et une partie de celui de Namtar.